# قول‌ها (ترانه کالوین هریس و سم اسمیت)
«قول‌ها» (انگلیسی: Promises) ترانه‌ای از تهیه‌کننده موسیقی اسکاتلندی کالوین هریس و خواننده-ترانه‌نویس بریتانیایی سم اسمیت است. این ترانه در ۱۷ اوت ۲۰۱۸ ازطریق کلمبیا رکوردز و سونی میوزیک منتشر شد. ترانه در ۷ سپتامبر ۲۰۱۸ به رتبه یک در جدول تک‌آهنگ‌های بریتانیا رسید. این ترانه در سومین آلبوم استودیویی اسمیت با عنوان عشق می‌رود (۲۰۲۰) ظاهر شد.